# ایشه‌یوو
ایشه‌یوو (انگلیسی: Isheyevo) یک شهرک در شهرستان ایشیمبایسکی استان باشقیرستان کشور روسیه است.